# Reggie Bullock Jr.

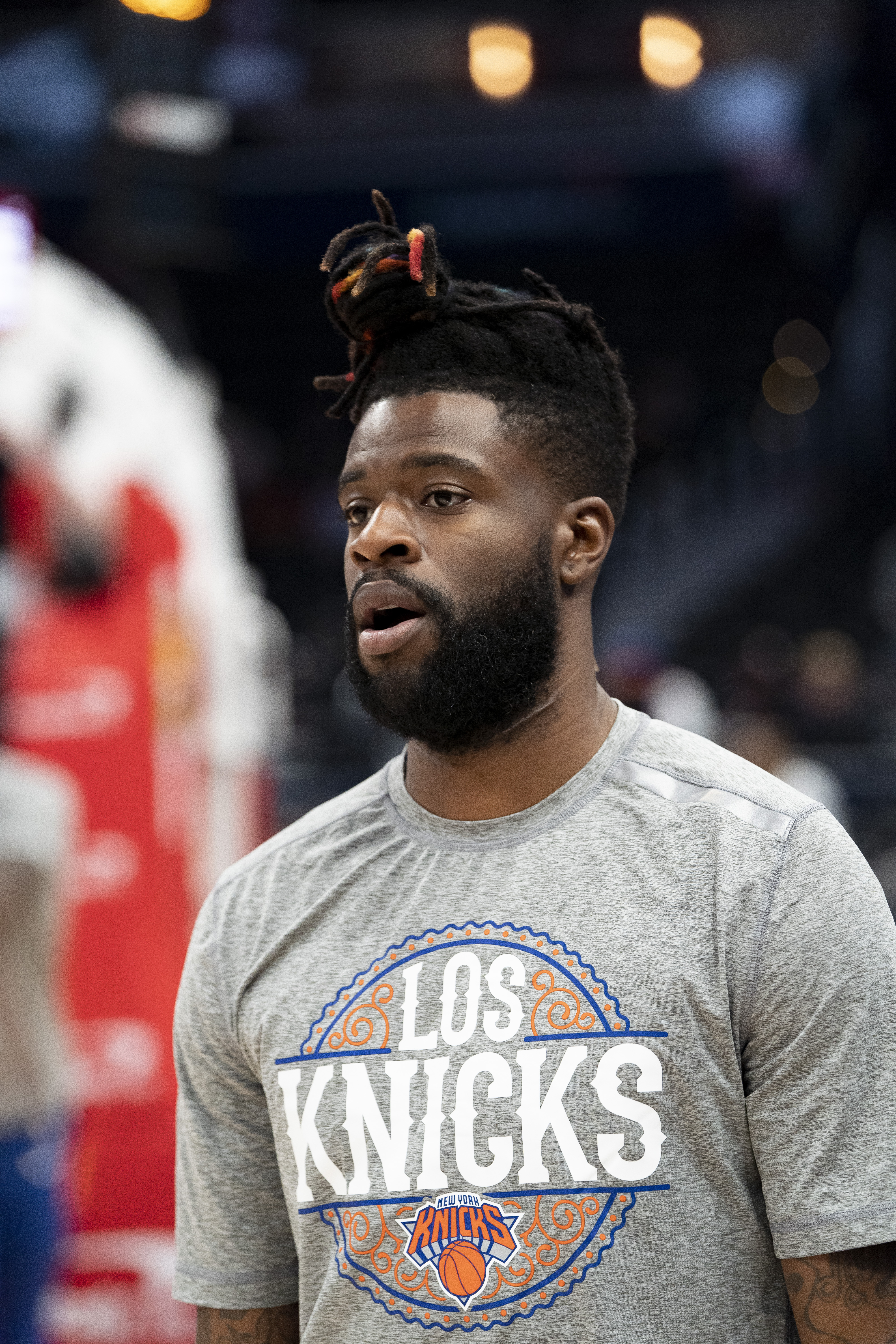
Reggie Bullock Jr., 2020.

Reginald Ryedell "Reggie" Bullock Jr., född 16 mars 1991 i Baltimore i Maryland, är en amerikansk professionell basketspelare (SF) som spelar för Houston Rockets i National Basketball Association (NBA). Han har tidigare spelat för Los Angeles Clippers, Phoenix Suns, Detroit Pistons, Los Angeles Lakers, New York Knicks och Dallas Mavericks.
Bullock draftades av Los Angeles Clippers i första rundan i 2013 års draft som 25:e spelare totalt.
Innan han blev proffs studerade Bullock på University of North Carolina at Chapel Hill och spelade för deras idrottsförening North Carolina Tar Heels.